# Муликов, Исгендер Хандурдыевич
Исгендер Хандурдыевич Муликов (туркм. Isgender Handurdýyewiç Mülikow; род. 1975, Ашхабад, Туркмения) — бывший министр внутренних дел Туркмении с 29 мая 2009 года до 1 октября 2019 года, с февраля по май 2009 года — начальник Управления полиции Дашогузского велаята.. В 2019-м году уволен, арестован, осуждён, и приговорён к 25 годам лишения свободы.

## Биография
Родился в городе Ашхабаде в 1975 году.
В 1996 году окончил Высшую школу МВД Туркменистана по специальности правовед.
Работал на различных должностях в структурных подразделениях Министерства внутренних дел Туркменистана.
До февраля 2009 года работал заместителем министра внутренних дел Туркменистана.
С 27 февраля по май 2009 года — начальник Управления полиции Дашогузского велаята.
С 29 мая 2009 года — министр внутренних дел Туркменистана, отдельным указом Президента Туркменистана ему было присвоено специальное звание подполковник полиции. В ноябре 2009 года получил строгий выговор. Вновь утверждён на должности министра 28 февраля 2012 года.
В апреле 2013 года был понижен в воинском звании — с генерал-майора полиции до полковника, за ненадлежащее руководство подведомственными службами, допущение ослабления общественного порядка и недостатки, допущенные в работе.
13 июня 2018 года повышен в воинском звании с генерал-майора до генерал-лейтенанта.
1 октября 2019 года уволен с поста министра внутренных дел, лишён всех наград, понижен в звании с генерал-лейтенанта до майора, и арестован.
19 октября 2019 года осуждён.
3 декабря 2019 года приговорён к 25 годам лишения свободы за злоупотребление своей должностью, взятничество в особо крупном размере, и присвоение домов после устного признания в своей виновности. Признание было передано по национальному телевидению.

### Обвинения
Муликов публично признался в некоторых преступлениях:
«Я, Исгендер Муликов несмотря на то, что с 2009 года по 2019 год, работая на должности министра внутренних дел, отвечал за борьбу с преступностью, из-за своей алчности, предательски злоупотреблял своей должностью и брал взятки, присваивал дома. Несмотря на то, что наш уважаемый главнокомандующий создал все условия для работы и жизни, я выбрал нечестный путь и брал взятки в особо крупных размерах. После выявления моих преступлений я был на законных основаниях привлечён к уголовной ответственности. Я полностью признаю свои проступки и раскаиваюсь»
Следующие обвинения были публично объявлены против Муликова в качестве поводов его увольнения:

• Муликов назначил ветеринара, Бердимырада Бердиева, на должность и. о. начальника тюрьмы в Ахалском велаяте;

• Капитан дорожно-патрульной полиции Керимкулы Чарыев был задержан за злоупотребление служебной машины, включая перевозку сотрудников ашхабадской городской службы коммунальных услуг;

• Инспектора дорожной полиции оказались коррумпироваными, потребовав взятки и угрозив необоснованную конфискацию автомобилей, а также воспрепятствовав составлению протокола на близких друзей после нарушения правил дорожного движения;

• Близкий к Муликову предприниматель Чарымухаммед Кулов был осуждён на 25 лет за взятничество в особо крупном размере;

• Муликов отказался от увольнения замглавы ашхабадского паспортного отдела Дидамырата Мухаммедова, который является родственником Кулова.

Личный шофёр Муликова Максат Аманов якобы был арестован до того, как арестовали Муликова. Аманов якобы был посредником между Муликовым и Куловым, который в свою очередь якобы курировал бизнес интересы Муликова. Данные интересы якобы включали несколько ресторанов, кафе и магазинов в Ашхабаде, в том числе ресторан «Океан», кафе «Айпери», кафе «Турецкие блюда». Всё незаконное имущество Муликова было конфисковано, включая «незаконно приобретённые жилые дома, имущество в них, автотранспорт, различные ценности».
Оппозиционная пресса опубликовала официальные обвинения, по которым Муликов был осуждён:

Статья 181, ч. 2 — Злоупотребление должностными полномочиями, повлекшее тяжкие последствия.

Статья 181(1) ч. 2 — Измена официально принятой присяге путем злоупотребления служебными полномочиями, если это деяние совершено из корыстной или иной личной заинтересованности и повлекло существенное нарушение прав и свобод граждан, законных интересов общества и государства.

Статья 184, ч. 2, п.п. «а», «в» и «д» — Получение взятки (повторно, должностным лицом, занимающим ответственное положение, в крупном размере).

Статья 184, ч. 3, п. «а» — Получение взятки (в особо крупном размере).

Муликова непублично обвинили в слишком тесных связях с Куловым, который якобы выразил намерение быть наследником Президента Бердымухамедова во время его временного исчезновения с виду общей публики в 2019 году.

## Награды
- Медаль «Эдерменлик» (2009)
- Медаль «Birkemsiz gullugy üçin» III степени (2010)
- Медаль «Birkemsiz gullugy üçin» II степени (2014)[24]
- Памятная медаль в честь 19-й годовщины Независимости Туркменистана[25]
- Медаль «Mälikguly Berdimuhamedow» (2017)[26]

## Взыскания
За свою карьеру Муликов получил 12 выговоров, включая 3 «с последним предупреждением». Среди них:
1. 18.11.2009 — строгий выговор «за неудовлетворительное руководство органами внутренних дел, ненадлежащую организацию работы по подбору кадров, а также за низкий уровень исполнения поручений»[29]
2. В марте 2010 года — строгий выговор «за неудовлетворительное руководство органами внутренних дел, ненадлежащую организацию работы по подбору кадров, а также за низкий уровень исполнения поручений».[30]
3. В апреле 2011 года — строгий выговор «за недостатки, допущенные в организации деятельности Службы дорожного надзора полиции».[30]
4. В сентябре 2012 года — строгий выговор «за неудовлетворительное исполнение служебных обязанностей, снижение контроля за деятельностью подведомственных служб».[30]
5. В сентябре 2014 года — строгий выговор «за ненадлежащее исполнение должностных обязанностей, ослабление контроля над деятельностью подведомственных служб»[30]
6. В декабре 2016 года — строгий выговор с предупреждением «за неудовлетворительное исполнение служебных обязанностей, невыполнение поручений главы государства по обеспечению противопожарной безопасности».[30]
7. 04.05.2017 — строгий выговор «за ненадлежащее исполнение должностных обязанностей, ослабление дисциплины среди личного состава возглавляемого им ведомства».[30][31]
8. В июне 2017 года — строгий выговор «за неудовлетворительное исполнение служебных обязанностей, допущенные в работе недостатки».[30]
9. В августе 2017 года — строгий выговор «за ослабление контроля над деятельностью подведомственных служб».[30]
10. 10.01.2018 года — строгий выговор с последним предупреждением.[10][32]
11. В апреле 2018 года — строгий выговор с последним предупреждением.[10]
12. 4.04.2019 года — строгий выговор с последним предупреждением «об исправлении в кратчайшие сроки допущенных недостатков».[10][33]

Кроме выговоров, 2 ноября 2016 года Президент Туркменистана Гурбангулы Бердымухамедов «выразил серьёзное недовольство работой И.Муликова» на заседании Государственного совета безопасности.

## Звания
Муликов дважды был понижен по воинскому званию.
- 29.05.2009 — министр внутренних дел Туркменистана, со специальным званием подполковник полиции[5]
- 28.02.2012 — министр внутренних дел Туркменистана, со специальным званием генерал-майор полиции.[36][37]
- 17.04.2013 — понижен в воинском звании с генерал-майора полиции до полковника.[8][35]
- 23.02.2017 — министр внутренних дел Туркменистана, со специальным званием генерал-майор полиции.[38]
- 13.06.2018 — повышен в воинском звании с генерал-майора до генерал-лейтенанта.[9]
- 01.10.2019 — уволен с поста министра внутренных дел, лишён всех наград, и понижен в звании с генерал-лейтенанта до майора.[10][11][30]